# Pseudopanax ferox
Pseudopanax ferox är en araliaväxtart som beskrevs av Thomas Kirk. Pseudopanax ferox ingår i släktet Pseudopanax och familjen araliaväxter. IUCN kategoriserar arten globalt som nära hotad. Inga underarter finns listade.

## Bildgalleri

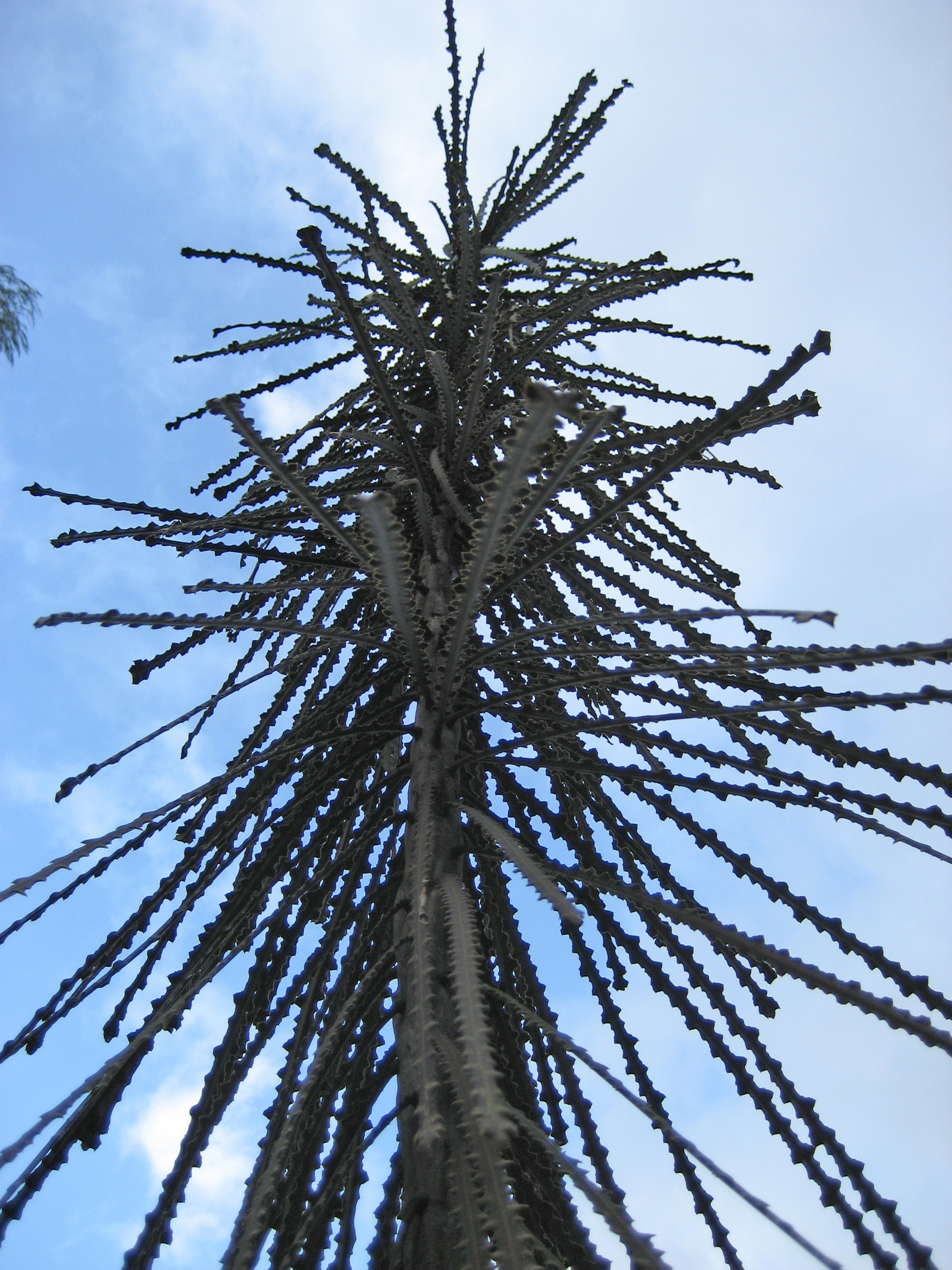
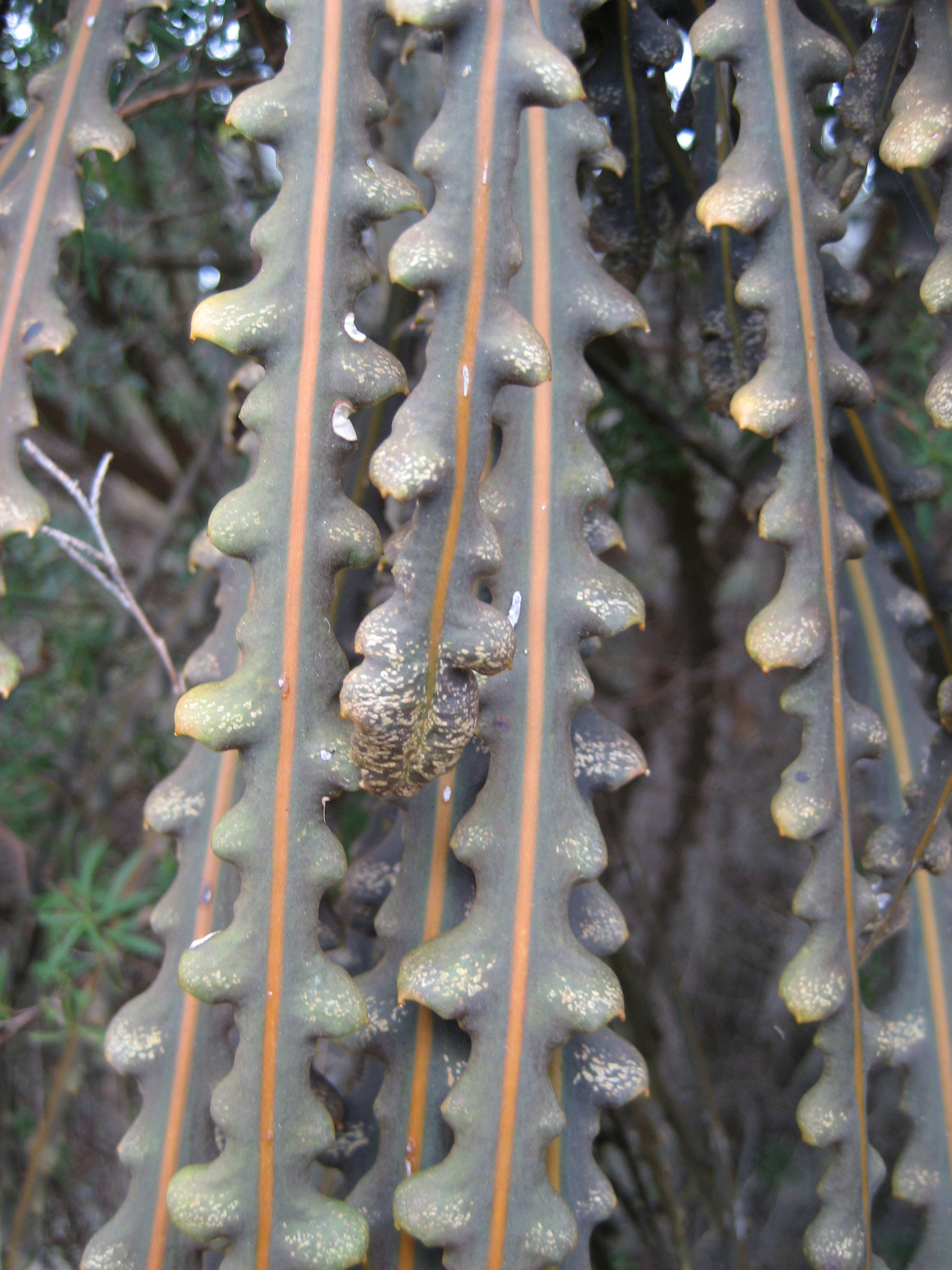